# ヒルギダマシ
ヒルギダマシ（蛭木騙し、学名：Avicennia marina）はキツネノマゴ科ヒルギダマシ属の常緑木本。分類によってはクマツヅラ科や独立科であるヒルギダマシ科に含められることもある。潮間帯に生育するマングローブ樹種のひとつ。ヒルギという名がついているが、ヒルギ科・ヒルギモドキ（シクンシ科）などの植物とは別の系統に属する。

## 特徴
成木で高さ10m程度となる常緑高木だが、生息地北限となる沖縄では高さ数mの低木となる。同じマングローブ植物のハマザクロ（マヤプシギ）と同じく、干潟の泥の中に放射状に広く水平に根を張り、高さ数cm程度の柔らかい筍根と呼ばれる呼吸根を、土壌表面より垂直に突き出すのが大きな特徴となる。この呼吸根は二次肥大成長をしないため、マヤプシギと比較してなめらかで弾力性に富む。また根には葉緑素を持つ。葉は卵状からへら状、太披針状とバラエティに富み、革質で、対生する。葉には本種のもう一つの大きな特徴として塩類腺がある。塩類腺は、常に海水に曝される本種の塩分の排出機構であり、葉の表面・裏面に存在するため、代謝が活発で気温が高い夏季などには、塩類腺から排出された塩分が結晶化しているのを観察できることがある。雌雄異株。花期は夏で、葉腋または枝先に集散花序をつけ、5mm程度の大きさの黄色ないし橙色の花を数個咲かす。蜜腺は花弁自体に細かい突起状の分泌腺として存在する。果実は2cm程度の楕円形で表面に細かい毛が生え、灰白色に熟す。海水に浮くため、海流に流されることで分布域を広げる。

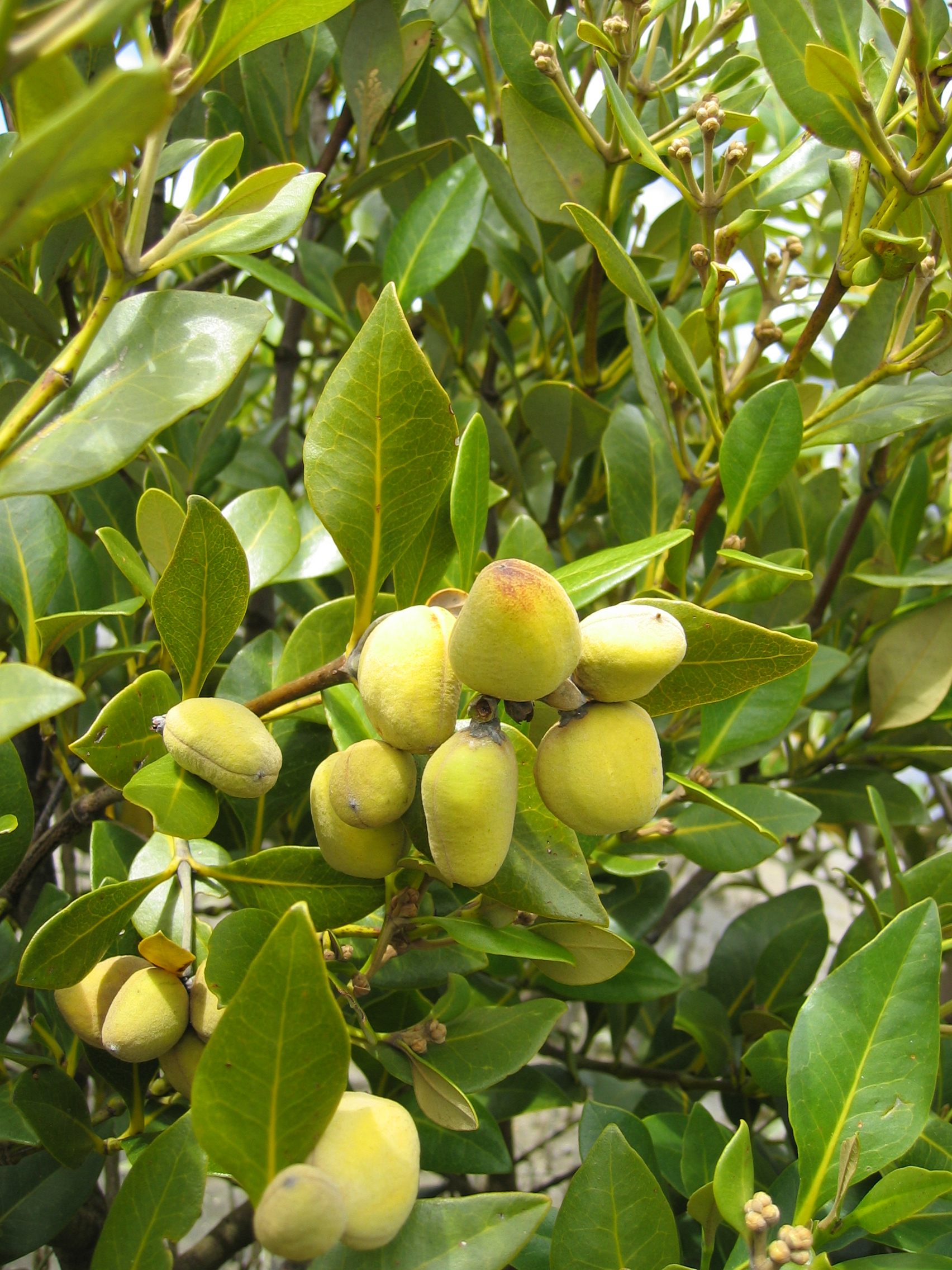
ヒルギダマシの果実 (インド)
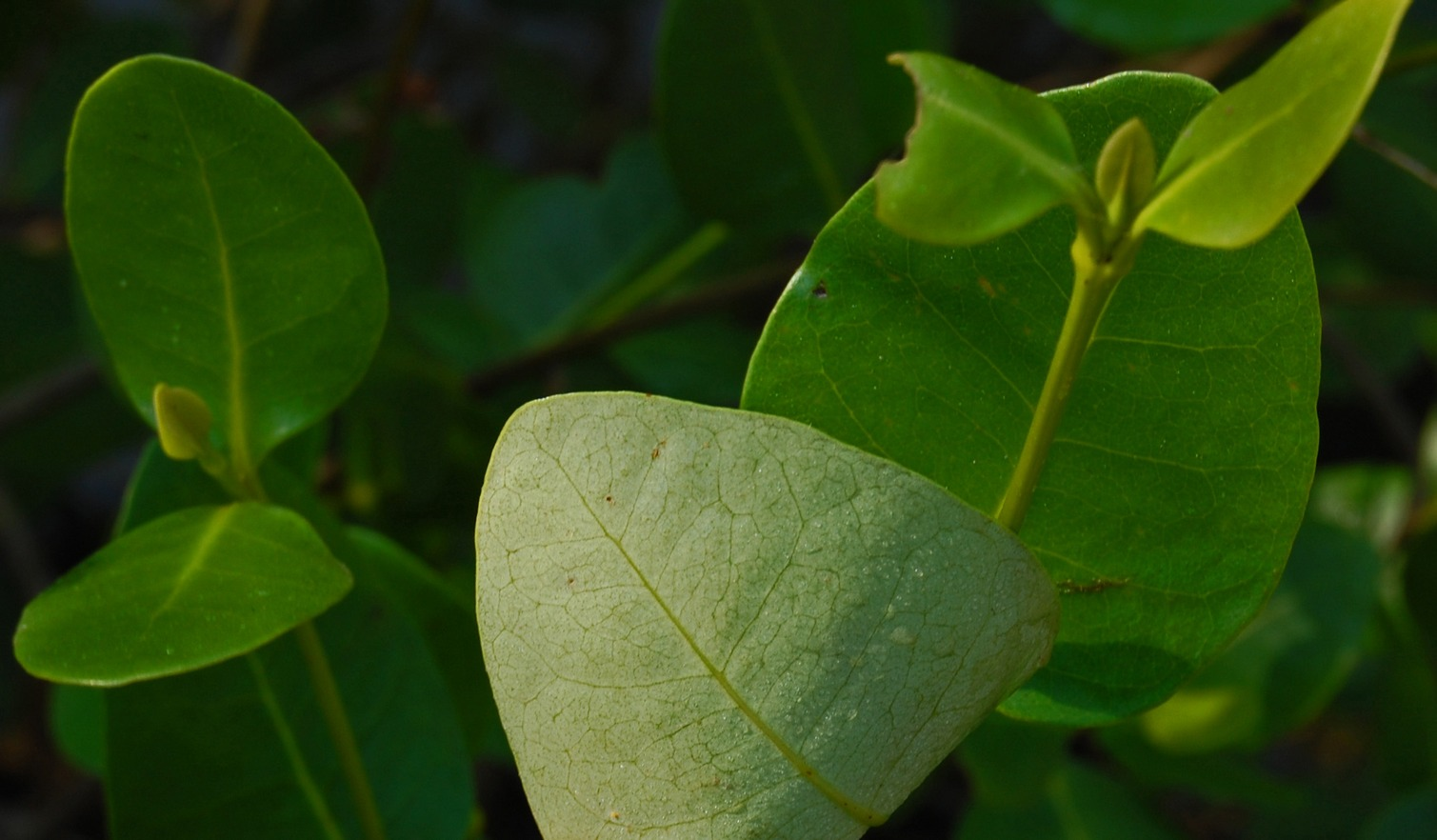
ヒルギダマシの葉 (インドネシア)
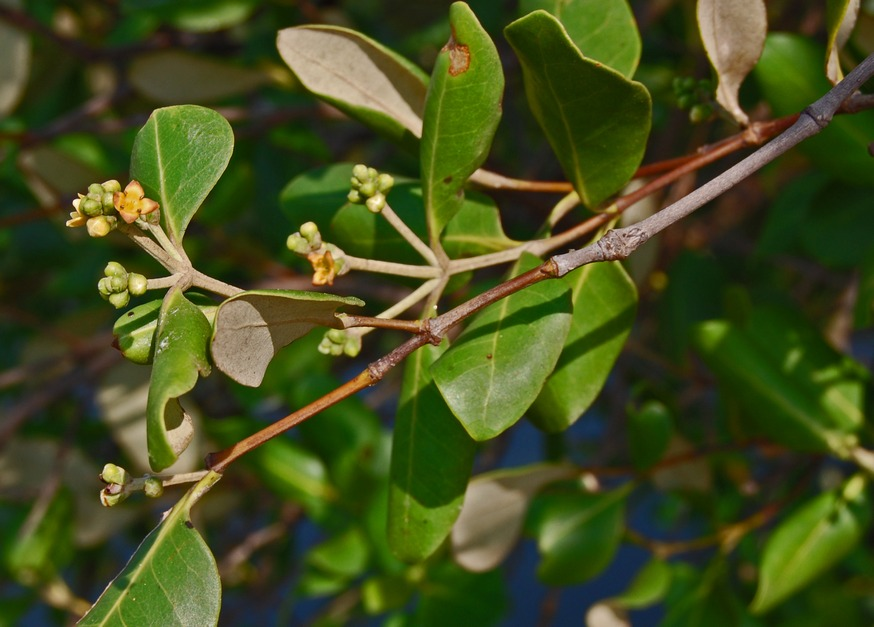
ヒルギダマシの葉と花 (インドネシア)
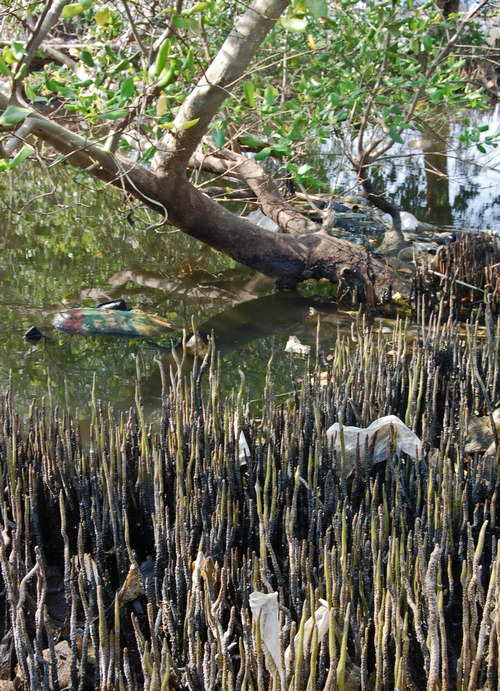
ヒルギダマシの筍根 (インドネシア)
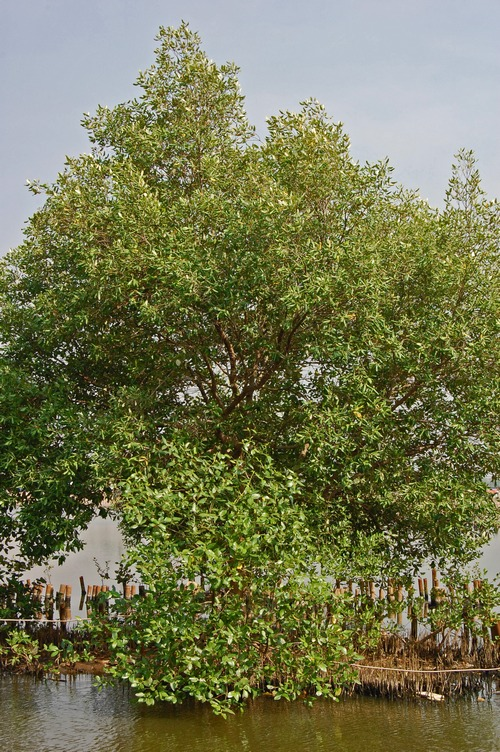
ヒルギダマシの高木 (インドネシア)

## 分布
東アフリカ熱帯域から東南アジア、オセアニア、ニュージーランド等の熱帯および亜熱帯の海岸に広く分布する。日本では先島諸島（宮古島・石垣島・小浜島・西表島）に分布する。

### 日本における生育地
先島諸島の干潟域にマングローブとして生える。石垣島や西表島に多く、宮古島島尻の生育地は本種の世界的な北限でもある。高い耐塩性を持ち、日本のマングローブの帯状分布では最も外側（海側）に生育する。本種は南アジア等では15mほどの高木となるが、日本の生息地では、多くが1m程度の低木である。そのため潮位が高い時には海水に完全に水没することも多い。世界的には広い分布域を持つ本種であるが、分布域の北限にあたる日本では数が少なく、絶滅危惧IB類 (EN)（環境省レッドリスト）に指定されている。

### 日本国外における生育地

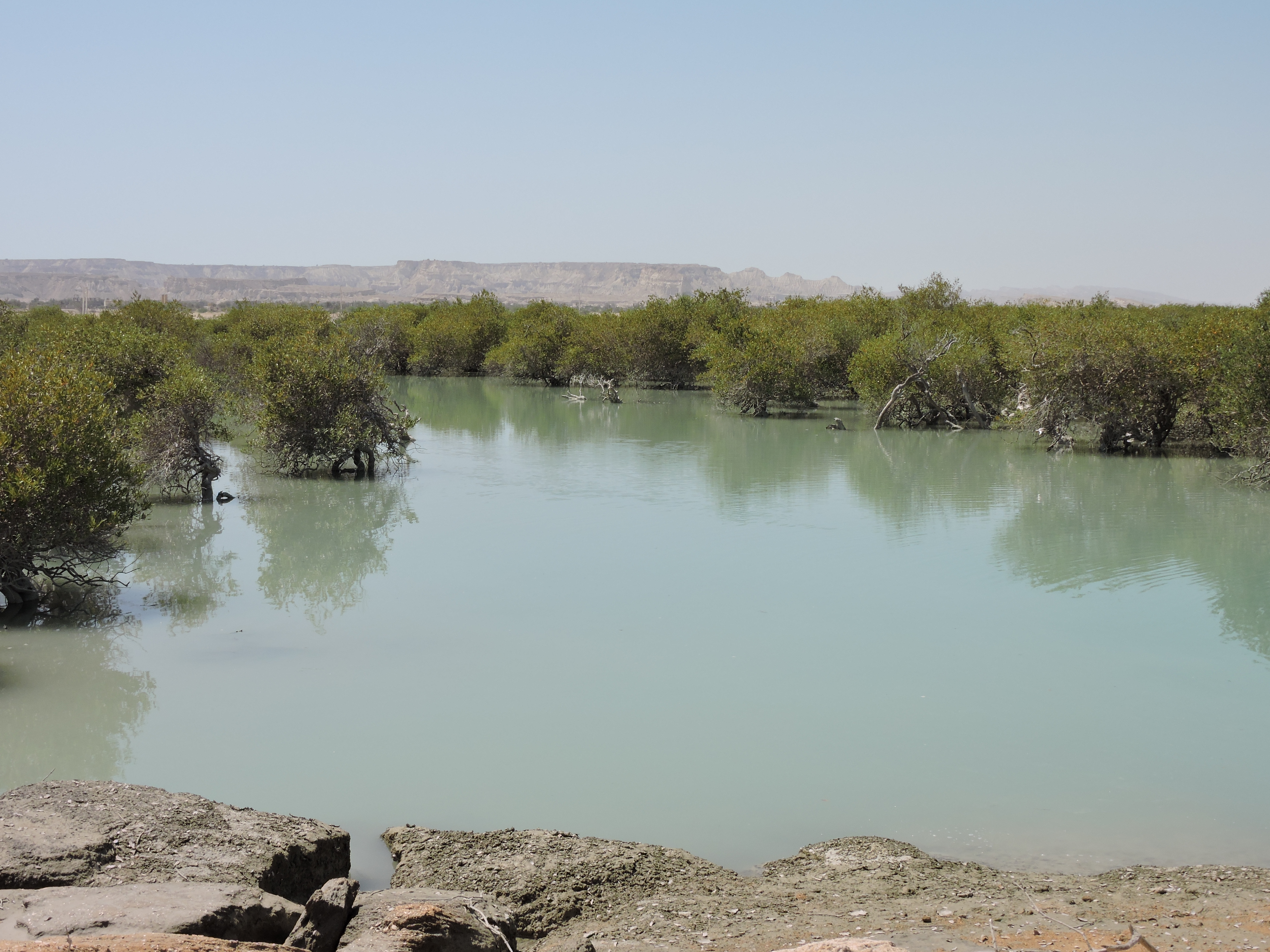
ゲシュム島のヒルギダマシ（ハラー）林

イラン・ゲシュム島付近のヒルギダマシ林は「ハラー生物圏保護区」としてユネスコの生物圏保護区に指定されている。

## 利用
植生が豊富な地方では、伐採して木炭原料としたり、パルプ化して製紙原料とする。蜜が採れるので、養蜂の採蜜対象とすることもある。
また高い耐塩性を活用し、紅海海岸に植樹することで海岸線の緑化が試みられている。
また、ヤギの飼料としての価値も検討されている、利用価値の高い植物である。

## 保護上の位置づけ
- 絶滅危惧IB類 (EN)（環境省レッドリスト）
- 沖縄県版レッドデータブック - 準絶滅危惧
- LEAST CONCERN (IUCN Red List Ver. 3.1 (2001))[1]